# Audrey Célestine
Audrey Célestine, née en 1980 à Dunkerque, est une politologue, maîtresse de conférences en sociologie politique et études américaines à l'université de Lille, historienne spécialiste des États-Unis et des populations noires en France. 
Elle est l'autrice de trois ouvrages, La fabrique des identités : L'encadrement politique des minorités caribéennes à Paris et New York, publié aux éditions Karthala en 2018, Une famille française (Petite encyclopédie critique), aux éditions Textuel en 2018, et Des vies de combats, publié aux éditions de l'Iconoclaste en 2020 dont la préface a été écrite par Aïssa Maïga.

## Biographie
Audrey Célestine est née à Dunkerque et a grandi à Fort-de-France.
Elle soutient une thèse à Sciences Po Paris portant sur les liens entre processus de mobilisation et constructions identitaires chez les Antillais à Paris et les Portoricains à New York (en),.
Elle est maîtresse de conférences en sociologie politique et études américaines à l'université de Lille. En 2019, elle est professeure invitée à l'Institut des études françaises de l'université de New York où elle donne un cours sur la sociologie historique des relations de la France avec ses territoires « à l'étranger » dans les Caraïbes.
Elle déclare dans une interview du webzine Diasporamix :

« J’ai voulu prendre ma propre famille comme « prétexte » pour montrer à quel point l’histoire des migrations, de l’exil, de la colonisation, de la décolonisation étaient parties prenantes de l’histoire d’une famille française ordinaire. Que ce qui est présenté comme nouveau ou « exotique » fait partie de la réalité d’un grand nombre de Français, que c’est normal. Et que le mythe d’un pays « blanc » ou les fantasmes de « grand remplacement » étaient en décalage avec l’expérience vécue d’un grand nombre de Français ordinaires. »

## Minorités en France et aux États-Unis
Audrey Célestine travaille sur les mobilisations des minorités en France et aux États-Unis. Elle est considérée comme une spécialiste des États-Unis et des populations noires en France.
Ses recherches actuelles comportent deux axes principaux. Il s’agit d’une part d’une sociologie historique de l’État en France et aux États-Unis à partir de leurs territoires caribéens (Antilles françaises et Porto Rico) et d’autre part d’une analyse des divers enjeux soulevés par le mouvement Black Lives Matter aux États-Unis,.
Dans un entretien au journal Le Monde en juin 2020, elle déclare : « La lutte contre les violences policières est le point d’entrée d’une analyse systémique du racisme et de toutes les discriminations ». Selon elle, « Les violences policières font beaucoup moins de morts chez nous qu’aux États-Unis, mais notre problème est similaire ».
Dans son ouvrage Des vies de combats, elle réunit les portraits de femmes afrodescendantes célèbres ou méconnues de la fin de l’esclavage jusqu’à aujourd’hui et qui se sont battues contre l’asservissement, la ségrégation et le racisme,,,,.
Elle est membre du Comité national pour la mémoire et l'histoire de l'esclavage,.

## Publications

### Ouvrages
- La fabrique des identités : L'encadrement politique des minorités caribéennes à Paris et New York, Éd. Karthala, 2018
- Une famille française (Petite encyclopédie critique), Éd. Textuel, 2018
- Des vies de combats, Éd. Iconoclaste, 2020  (ISBN 9782378801632)

### Revues
- Comment peut-on être Antillais hors des Antilles ?, Revue Hommes & Migrations no 1256, Les migrants et la démocratie dans les pays d'origine, juillet-août 2005, p. 76-88[17].
- L’espace des mobilisations minoritaires des citoyens d’origine caribéenne en France et aux États-Unis, dans L’Atlantique multiracial : Discours, politiques, dénis, Sous la direction de James Cohen, Andrew Diamond, Philippe Vervaecke, 2012, Karthala, p. 337-362[18].
- Action collective et labellisation ethnique : les portoricains de new york, Chapitre 4, Revue Les politiques de la diversité, Presses de Sciences Po, 2010, p. 93-111[19].
- Introduction : Minorités ethno-raciales et politisation aux États-Unis : questions anciennes, enjeux récents, Audrey Célestine, Nicolas Martin-Breteau, dans Politique américaine no 28, L'Harmattan, 2016/2, Karthala, p. 9-13[20].
- « Un mouvement, pas un moment » : Black Lives Matter et la reconfiguration des luttes minoritaires à l’ère Obama, Audrey Célestine, Nicolas Martin-Breteau, dans Politique américaine no 28, L'Harmattan, 2016/2, p. 9-13[20].